# Hipogonadismo
El hipogonadismo (hipo-: carencia o defecto de; -gónada: órgano sexual) es un trastorno en que los testículos u ovarios no son funcionales o hay incapacidad genética del hipotálamo para secretar cantidades normales de GnRH (hormona liberadora de gonadotropinas). Las características sexuales masculinas o femeninas no están desarrolladas: huesos finos, músculos débiles, vello leve, la voz se reduce un poco a su tono grave. Es una de las diversas causas de esterilidad.

## Clasificación
Se suelen clasificar en clínica médica según la endocrinología por los niveles de hormona gonadotrópica LH y FSH.

### Retraso constitucional del crecimiento y de la pubertad (RCCP)
Se considera una variante de la normalidad en la que existe una maduración biológica lenta y la elevación puberal de las gonadotropinas se produce tardíamente. El retraso en la activación del eje hipotálamo-hipófisotesticular se debe al retraso en la aparición de las señales metabólicas que normalmente inician la pubertad. Se desconocen los mecanismos íntimos causantes de RCCP, se piensa que podría influir una disminución transitoria en la secreción de hormona liberadora de hormona de crecimiento, o, en algunos casos familiares, podría tratarse de una variante menor de deficiencia en GnRH. El niño con RCCP alcanza espontáneamente un desarrollo puberal normal, pero en ocasiones se plantea el diagnóstico diferencial con el hipogonadismo, sobre todo hipogonadotrópico. No obstante, sucede con cierta frecuencia que los niños o niñas son erróneamente encuadrados como retraso constitucional cuando en realidad existe una causa orgánica subyacente. Esto se debe a que los análisis bioquímicos por sí solos (tales como las analíticas sanguíneas) no resultan suficientes para excluir la presencia de determinados trastornos, como sucede en la enfermedad celíaca. Una baja estatura, el retraso en la velocidad de crecimiento (tanto en altura como en peso) o la pubertad retrasada pueden ser las únicas manifestaciones clínicas de la enfermedad celíaca activa, en ausencia de cualquier otro síntoma.

### Hipogonadismo hipogonadotrópico
Se produce cuando falla la secreción pulsátil de GnRH, LH y FSH. Es la consecuencia de una gran variedad de alteraciones orgánicas o funcionales en el eje hipotálamo-hipofisario. Sus causas orgánicas suelen ser anomalías estructurales en el sistema nervioso central, hipotálamo o hipófisis, que afectan a la síntesis o secreción normal de GnRH o a su estímulo sobre los gonadotropos. Su clínica dependerá según se trate de una lesión prenatal o adquirida, la magnitud de la deficiencia (completa o parcial) y si se ven afectadas también otras hormonas hipofisarias. En estos casos en el cuadro clínico inicial pueden predominar los síntomas derivados de la hipofunción de ACTH, TSH, GH o vasopresina. También pueden existir causas idiopáticas como el Síndrome de Maestre de San Juan o de Kallman, o causas funcionales que son formas transitorias de hipogonadismo hipogonadotrópico en las que al corregir la alteración subyacente se restablece la normalidad en la secreción de GnRH.

### Hipogonadismo hipergonadotrópico (fallo primario testicular u ovárico)
Testicular
Es el resultado de una condición testicular que afecta: la producción de testosterona en la célula de Leydig, la producción de esperma de los túbulos seminíferos o ambas. Se caracteriza por la disminución de testosterona o producción de esperma con niveles elevados de gonadotropinas basales o, en los casos más leves, al estimularlas con GnRH. Puede estar producido por distintas causas (alteraciones genéticas en el receptor de gonadotropinas, alteraciones cromosómicas, enfermedades crónicas, enfermedades infecciosas).
Ovárico

## Diagnóstico
El diagnóstico y eventual tratamiento del hipogonadismo masculino requieren la existencia de una serie de síntomas y signos característicos, asociados a valores plasmáticos disminuidos de testosterona, bien de su fracción total (TT) o de fracciones relevantes como la testosterona libre (TL) y la no unida a globulina ligadora de hormonas sexuales (SHBG), conocida también como testosterona biodisponible (TB), que es la suma de la TL y la testosterona unida a la albúmina. 
Los procedimientos usados por los laboratorios para realizar estas determinaciones son muy variados y de muy distinta y viabilidad.
El hipogonadismo es uno de los síntomas de los síndromes de Prader-Willi, de Klinefelter y de Turner, entre otros. Se encuentra presente desde el nacimiento, siendo más evidente en los varones.